# تشوجينغ
تشوجينغ (بالصينية: 曲靖市 )‏ هي مدينة على مستوى محافظة، في جمهورية الصين الشعبية، تتبع يونان، تبلغ مساحتها 28,904 كيلومتر مربع، رمزها البريدي هو 655000.

## المناخ
يظهر الجدول التالي التغييرات المناخية على مدار السنة لتشوجينغ:
| البيانات المناخية لـتشوجينغ                             | البيانات المناخية لـتشوجينغ | البيانات المناخية لـتشوجينغ | البيانات المناخية لـتشوجينغ | البيانات المناخية لـتشوجينغ | البيانات المناخية لـتشوجينغ | البيانات المناخية لـتشوجينغ | البيانات المناخية لـتشوجينغ | البيانات المناخية لـتشوجينغ | البيانات المناخية لـتشوجينغ | البيانات المناخية لـتشوجينغ | البيانات المناخية لـتشوجينغ | البيانات المناخية لـتشوجينغ | البيانات المناخية لـتشوجينغ |
| الشهر                                                   | يناير                       | فبراير                      | مارس                        | أبريل                       | مايو                        | يونيو                       | يوليو                       | أغسطس                       | سبتمبر                      | أكتوبر                      | نوفمبر                      | ديسمبر                      | المعدل السنوي               |
| ------------------------------------------------------- | --------------------------- | --------------------------- | --------------------------- | --------------------------- | --------------------------- | --------------------------- | --------------------------- | --------------------------- | --------------------------- | --------------------------- | --------------------------- | --------------------------- | --------------------------- |
| الدرجة القصوى °م (°ف)                                   | 24.1 (75.4)                 | 26.1 (79.0)                 | 29.3 (84.7)                 | 31.1 (88.0)                 | 33.0 (91.4)                 | 31.9 (89.4)                 | 30.9 (87.6)                 | 30.2 (86.4)                 | 30.9 (87.6)                 | 27.3 (81.1)                 | 25.4 (77.7)                 | 24.4 (75.9)                 | 33.0 (91.4)                 |
| متوسط درجة الحرارة الكبرى °م (°ف)                       | 14.8 (58.6)                 | 17.1 (62.8)                 | 21.0 (69.8)                 | 23.9 (75.0)                 | 24.8 (76.6)                 | 24.8 (76.6)                 | 24.9 (76.8)                 | 24.9 (76.8)                 | 23.0 (73.4)                 | 20.2 (68.4)                 | 17.5 (63.5)                 | 14.7 (58.5)                 | 21.0 (69.7)                 |
| المتوسط اليومي °م (°ف)                                  | 8.2 (46.8)                  | 10.3 (50.5)                 | 13.9 (57.0)                 | 17.1 (62.8)                 | 18.8 (65.8)                 | 19.9 (67.8)                 | 20.2 (68.4)                 | 19.8 (67.6)                 | 17.9 (64.2)                 | 15.2 (59.4)                 | 11.7 (53.1)                 | 8.5 (47.3)                  | 15.1 (59.2)                 |
| متوسط درجة الحرارة الصغرى °م (°ف)                       | 3.8 (38.8)                  | 5.3 (41.5)                  | 8.5 (47.3)                  | 11.8 (53.2)                 | 14.5 (58.1)                 | 16.5 (61.7)                 | 17.1 (62.8)                 | 16.6 (61.9)                 | 14.7 (58.5)                 | 12.1 (53.8)                 | 7.9 (46.2)                  | 4.3 (39.7)                  | 11.1 (52.0)                 |
| أدنى درجة حرارة °م (°ف)                                 | −4.5 (23.9)                 | −3.8 (25.2)                 | −5.7 (21.7)                 | 1.5 (34.7)                  | 4.8 (40.6)                  | 9.3 (48.7)                  | 10.2 (50.4)                 | 11.7 (53.1)                 | 5.8 (42.4)                  | 3.5 (38.3)                  | −2.4 (27.7)                 | −8.6 (16.5)                 | −8.6 (16.5)                 |
| الهطول مم (إنش)                                         | 22.7 (0.89)                 | 20.3 (0.80)                 | 24.5 (0.96)                 | 34.6 (1.36)                 | 102.0 (4.02)                | 187.8 (7.39)                | 163.4 (6.43)                | 153.0 (6.02)                | 96.9 (3.81)                 | 84.0 (3.31)                 | 38.6 (1.52)                 | 16.8 (0.66)                 | 944.6 (37.17)               |
| متوسط أيام هطول الأمطار                                 | 6.7                         | 6.7                         | 6.4                         | 8.3                         | 14.2                        | 18.0                        | 17.8                        | 17.7                        | 14.3                        | 13.5                        | 8.8                         | 5.5                         | 137.9                       |
| متوسط الرطوبة النسبية (%)                               | 66                          | 60                          | 54                          | 55                          | 65                          | 76                          | 79                          | 78                          | 77                          | 79                          | 74                          | 70                          | 69                          |
| المصدر #1: China Meteorological Data Service Center     |                             |                             |                             |                             |                             |                             |                             |                             |                             |                             |                             |                             |                             |
| المصدر #2: Weather China (precipitation days 1971-2000) |                             |                             |                             |                             |                             |                             |                             |                             |                             |                             |                             |                             |                             |

## التقسيمات الإدارية
- Qilin, Qujing [الإنجليزية]‏
- مقاطعة مالونج  [لغات أخرى]‏
- Luliang County [الإنجليزية]‏
- Shizong County [الإنجليزية]‏
- مقاطعة لوبينج
- Fuyuan County, Yunnan [الإنجليزية]‏
- محافظة هوي زى
- Zhanyi, Qujing [الإنجليزية]‏
- شيانوي.

## أعلام
- تانغ جي ياو